# Kalchreuther Forst

Lage des gemeindefreien Gebiets Kalchreuther Forst im Landkreis Erlangen-Höchstadt

Der Kalchreuther Forst ist ein gemeindefreies Gebiet und eine Gemarkung im mittelfränkischen Landkreis Erlangen-Höchstadt. Die gleichnamige Gemarkung hat eine Fläche von 6,100 km². Sie ist in 52 Flurstücke aufgeteilt, die eine durchschnittliche Flurstücksfläche von 117310,75 m² haben.
Der 6,10 km² große Staatsforst ist der westlich von Kalchreuth gelegene Teil des Sebalder Reichswaldes. In ihm befindet sich u. a. die Stephansquelle, die den Teufelsgraben speist.

## Geotope
Im Kalchreuther Forst befinden sich zwei vom Bayerischen Landesamt für Umwelt ausgewiesene Geotope:
- Schlucht Teufelsbadstube südwestlich von Kalchreuth (572R001)
- Gründlach östlich Heroldsberg (572R002)

## Bilder

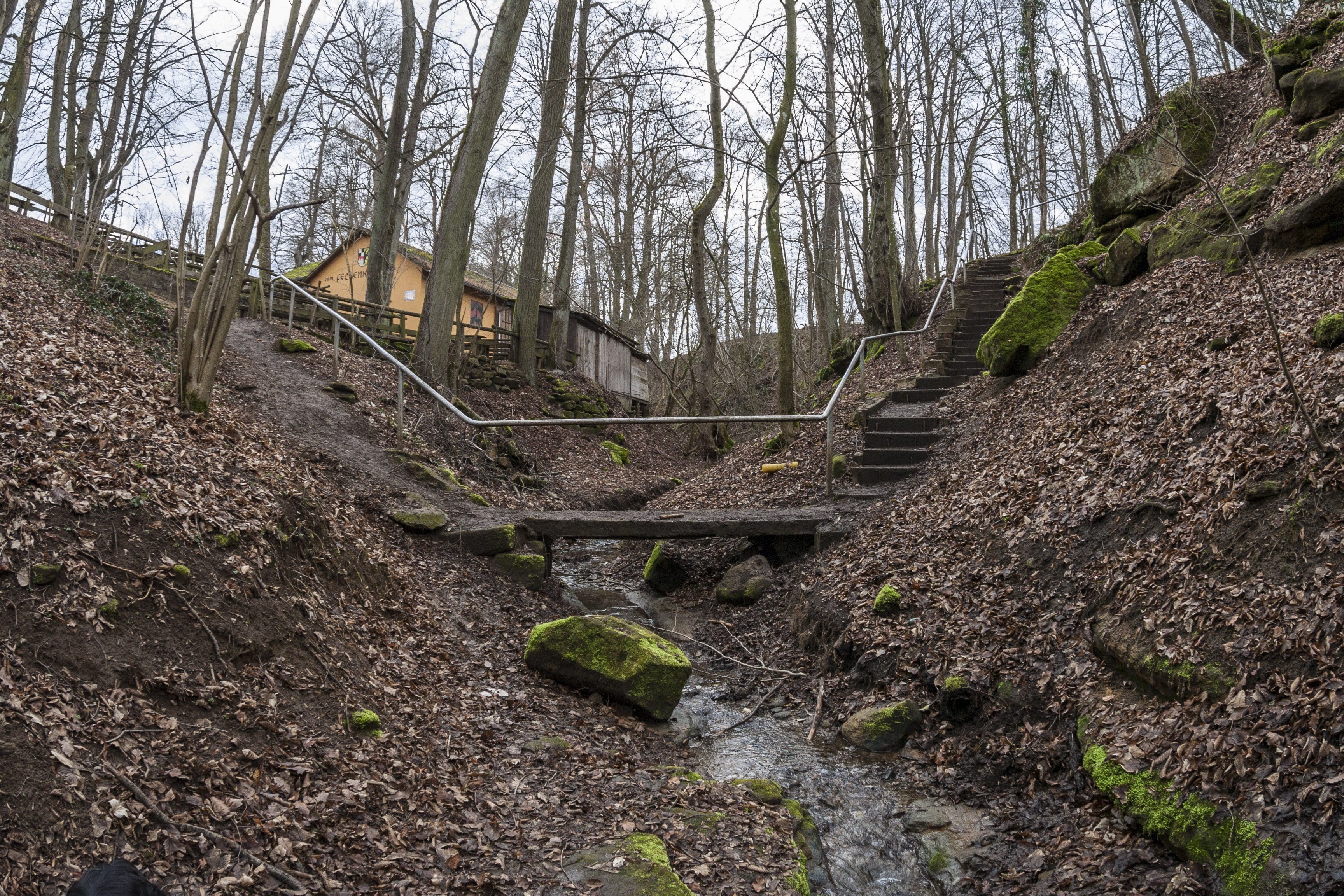
Geotop Teufelsbadstube mit Felsenkeller
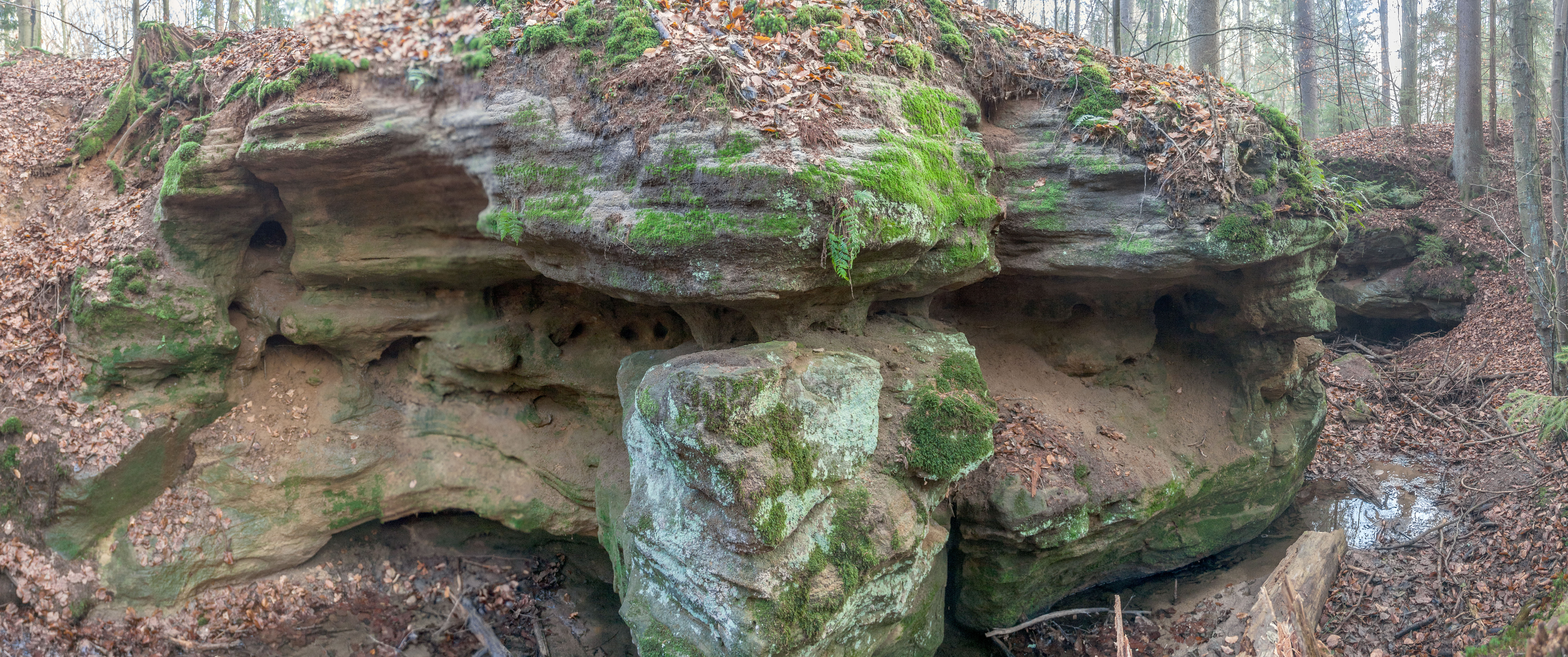
Stettenberger Schlucht
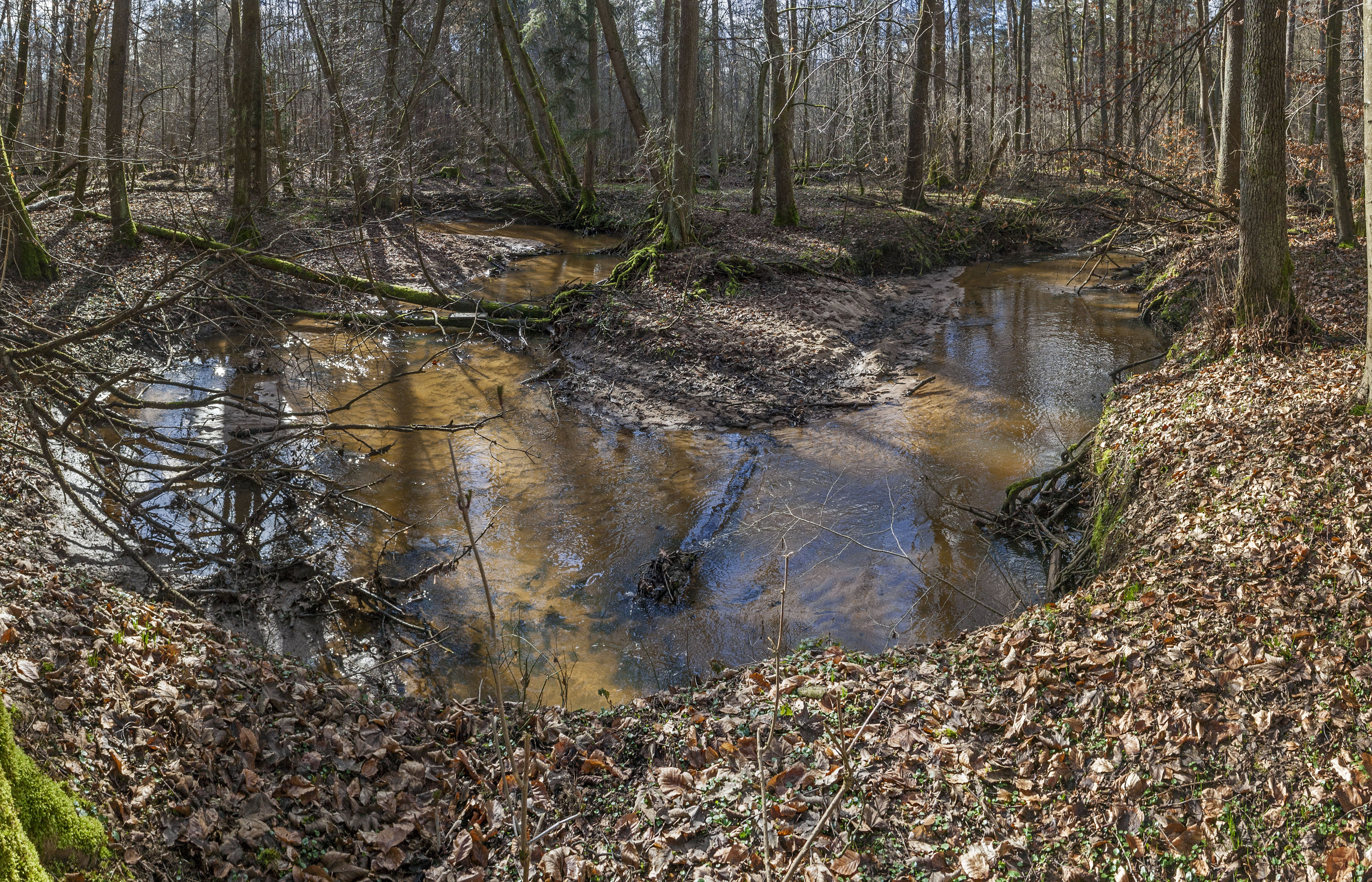
Geotop, Mäander der Gründlach
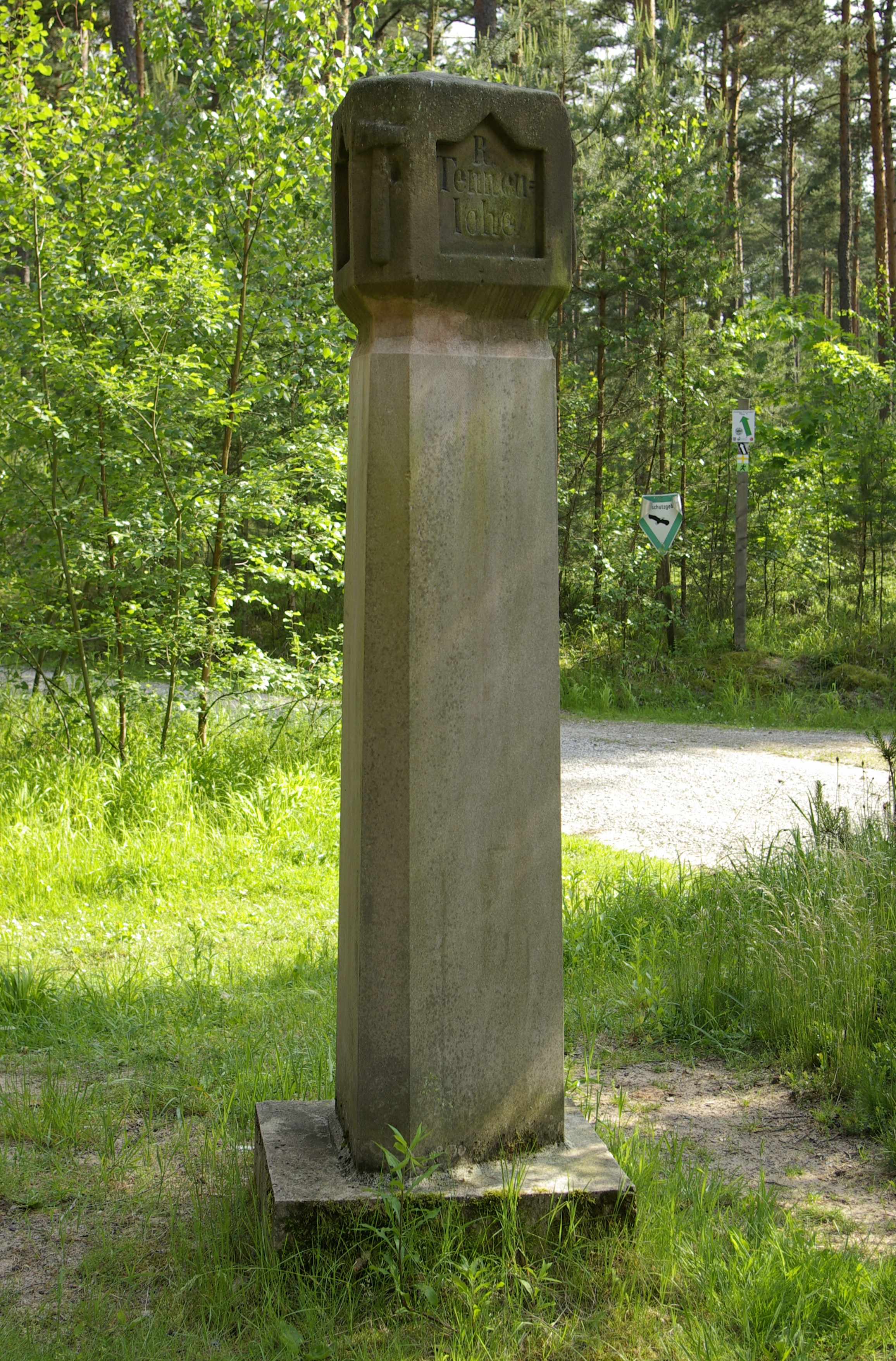
Die Rote Marter